# Натан Мак-Кіннон
Натан Мак-Кіннон (англ. Nathan MacKinnon; 1 вересня 1995, Галіфакс, Нова Шотландія, Канада) — канадський хокеїст, центральний нападник. Виступає за «Колорадо Аваланш» у Національній хокейній лізі.
Перший номер драфту новачків НХЛ 2013. Найкращий бомбардир та найцінніший гравець Меморіального кубку 2013 року.

## Молодіжний рівень
У 2011 році Натан був обраний командою Бе-Комо Драккар під першим загальним номером на драфті новачків ГЮХЛК. Однак невдовзі права на спортивну діяльність хокеїста перейшли до клубу «Галіфакс Мусгедс», як результат гучного обміну. Так, за Маккіннона були віддані права на Карла Желіну та Франсіса Трібуде, а також три вибори у першому раунді драфту новачків квебецької ліги (один вибір в 2012 році, і ще два - в 2013).
За два наступних сезони, котрі гравець провів у клубі, він зумів у 102 іграх «регулярки» набрати 153 (63+90) бали за результативність та ще 61 (24+37) очко у 34 матчах плей-оф. У 2013 році успішна гра нападника допомогла «Галіфаксу» здобути перший в історії Президентський кубок (вручається переможцю Головної юніорської хокейної ліги Квебеку).
У травні того ж року «Галіфакс», як переможець Квебецької ліги, отримав можливість поборотися за Меморіальний кубок. У 4 поєдинках турніру Нейтан набрав 13(7+6) очок, включаючи два хет-трики (один з них у фіналі). Це дозволило Маккіннону стати не тільки найкращим бомбардиром змагання, але й бути визнаним найціннішим гравцем турніру, в якому його команда перемогла, і вперше в своїй історії виборола головний трофей молодіжного хокею Канади.
Попри те, що у преддрафтових рейтингах Нейтан посідав другу сходинку (після американського захисника Сета Джонса)
, успішна гра хокеїста на Меморіальному кубку посприяла тому, що саме Маккіннона було обрано під загальним першим номером на драфті новачків НХЛ 2013 року, командою Колорадо Аваланч.

## Міжнародні виступи
В турнірах, що проводяться під егідою ІІХФ, Нейтан зіграв лише одного разу. У грудні 2012-го, у віці 17 років, він був запрошений до складу молодіжної (Ю-20) збірної Канади на молодіжний чемпіонат світу 2013-го року, котрий проходив в російському місті Уфа. Турнір виявився відверто невдалим для нападника: у шести поєдинках Маккіннон спромігся лише на одну результативну передачу.

## Досягнення
- Чемпіон світу — 2015
- Пам'ятний трофей Колдера — 2014
- Пам'ятний трофей Леді Бінг — 2020
- Друга команда всіх зірок НХЛ — 2020
- Кубок Стенлі — 2022
- Пам'ятний трофей Гарта — 2024
- Нагорода Теда Ліндсея — 2024
- Перша команда всіх зірок НХЛ — 2025